# Chiến tranh Chín Năm
Chiến tranh Đại liên minh (1688-1697) - thường được gọi là chiến tranh chín năm, cuộc chiến tranh Kế vị Palatine, hoặc chiến tranh của Liên minh Augsburg - là một cuộc chiến lớn cuối thế kỷ 17 giữa vua Louis XIV của Pháp với Đại Liên minh, do vua William III của Anh-Hà Lan, Leopold I của Đế quốc La Mã thần thánh, vua Carlos II của Tây Ban Nha, Victor Amadeus II của Savoy và các vị công tước trong đế quốc La Mã Thần thánh tham gia. Cuộc chiến diễn ra chủ yếu ở châu Âu và một vài vùng xung quanh, nhưng ở Ireland cũng diễn ra một trận đánh lớn, nơi mà William III và James II "tranh hùng" để giành quyền kiểm soát quần đảo Anh và một vài chiến dịch nhỏ giữa các người định cư Pháp và người Anh cùng các đồng minh Da đỏ ở các thuộc địa tại Bắc Mỹ. Đây là cuộc chiến thứ hai trong ba cuộc chiến tranh lớn của vua Louis XIV.
Louis XIV đã nổi lên từ cuộc chiến tranh Pháp-Hà Lan năm 1678 và trở thành vị vua tài ba ở châu Âu thời bấy giờ. Mặc dù đã mở rộng lãnh thổ của nước Pháp bằng những cuộc chinh phạt của đội quân Pháp hùng mạnh, vị "vua mặt trời" vẫn không hài lòng. Bằng cách sử dụng những kết hợp giữa các phương tiện xâm lược, thôn tính hay bán-pháp lý, Louis XIV ngay lập tức tăng cường lợi ích của mình để ổn định và tăng cường biên giới của Pháp, lên đến đỉnh điểm trong cuộc chiến tranh ngắn ngủi với Tây Ban Nha (1683-1684). Thỏa thuận đình chiến Regensburg đảm bảo cương thổ của Pháp mở rộng trong hai mươi năm nhưng Louis XIV vẫn tiếp tục hành động - đáng chú ý là việc thu hồi Sắc lệnh Nantes năm 1685 và cố gắng mở rộng ảnh hưởng đến vùng Rhineland, Đức - dẫn đến sự suy giảm ảnh hưởng của mình trong quân sự và chính trị. Louis XIV quyết định vượt sông Rhine và vây hãm Philippsburg vào tháng 9 năm 1688, được dự định trước để đánh chặn một cuộc tấn công vào nước Pháp của Hoàng đế Leopold I và quân đội Thánh chế La Mã vào việc chấp nhận yêu sách về lãnh thổ và quyền kế vị của Louis.
Các cuộc xung đột chính diễn ra hầu hết ở xung quanh biên giới nước Pháp: Hà Lan-Tây Ban Nha, Rhineland, công quốc Savoy, và Catalonia. Những chiến dịch này được chi phối phần lớn bởi các cuộc bao vây, đặc biệt là ở Mons, Namur, Charleroi và Barcelona: những trận đánh mở như Fleurus và Marsaglia ít khi xảy ra hơn. Những cam kết này nói chung đã ủng hộ quân đội của Louis XIV, nhưng, năm 1696 Pháp đang ở trong tình trạng khó khăn vì cuộc khủng hoảng kinh tế. Các cường quốc hàng hải (Anh và Cộng hòa Hà Lan) cũng đã cạn kiệt tài chính và khi Savoy rời Liên minh thì hai bên đều muốn hướng tới một cuộc đàm phán. Theo các điều khoản trong Hiệp ước Ryswick (1697), Louis giữ lại toàn bộ Alsace nhưng đã buộc phải trả Lorraine trở lại cho chủ nhân của nó, ông cũng đã phải từ bỏ tất cả lợi ích của mình trên bờ đông sông Rhine. Louis XIV đã đồng ý chấp nhận William III trở thành vua của nước Anh, trong khi Hà Lan có các pháo đài Barrier ở Hà Lan Tây Ban Nha để giúp bảo vệ biên giới của họ. Việc Carlos II của Tây Ban Nha sắp qua đời và không có nổi một mụn con để kế vị mình (điều quan trọng nhất chưa được giải đáp trong chính trị châu Âu) sớm sẽ lôi kéo Pháp và Đại liên minh trong cuộc xung đột cuối cùng của Louis XIV - cuộc chiến tranh Kế vị Tây Ban Nha.

## Bối cảnh lịch sử (1678-1687)
Trong những năm sau chiến tranh Pháp-Hà Lan (1672-1678), vua Louis XIV của Pháp - bây giờ đã đạt đỉnh cao quyền lực - đã dùng quyền lực này để áp đặt sự thống nhất tôn giáo ở Pháp, củng cố và mở rộng biên giới của mình. Louis XIV đã giành được những vinh quang cá nhân của mình trên những lãnh thổ vừa mới chinh phục, nhưng ông đã không còn sẵn sàng theo đuổi Chủ nghĩa quân phiệt như đã thực hiện trong năm 1672, và thay vào đó, phụ thuộc khi tính ưu việt quân sự của Pháp để đạt được mục tiêu chiến lược cụ thể ở vùng biên giới của mình. "Vua mặt trời" tuyên bố, một Louis XIV chính chắn hơn - nhận thức của ông đã không đạt được kết quả khi quyết định chống lại người Hà Lan – sẽ thay đổi bằng một cuộc chinh phạt an ninh bằng cách sử dụng mối đe dọa hơn là dùng chiến tranh mở để tránh ảnh hưởng tới các nước láng giềng của mình và không kéo họ vào cuộc chiến.
Cố vấn trưởng của Louis XIV là Louvois, bộ trưởng bộ nước ngoài Colbert de Croissy, và chuyên gia kỹ thuật Vauban, đã phát triển chiến lược phòng thủ của Pháp. Vauban ủng hộ việc xây dựng hệ thống pháo đài bất khả chiến bại ở xung quanh khu vực biên giới mà có thể cầm chân kẻ thù của Louis không thể tiến vào nước Pháp. Tuy nhiên, để xây dựng một hệ thống thích hợp, nhà vua cần mua nhiều đất hơn từ các nước láng giềng của mình để tạo thành một đường liền mạch về phía trước. Sự hợp lý hóa của biên giới này sẽ khiến nó trở nên phòng thủ hơn rất nhiều trong khi xác định nó rõ ràng hơn theo nghĩa chính trị, nhưng nó cũng tạo ra một nghịch lý rằng trong khi các mục tiêu cuối cùng của Louis là phòng thủ, ông đã theo đuổi chúng bằng các biện pháp thù địch. Nhà vua giành lấy lãnh thổ cần thiết thông qua cái được gọi là Réunions: một chiến lược kết hợp giữa luật pháp, sự kiêu ngạo và sự gây hấn.

## Chín năm chiến tranh: 1689 – 97

### Rhineland và Đế quốc
Thống chế Duras, Vauban và 30.000 quân-tất cả dưới sự chỉ huy trên danh nghĩa của Dauphin-vây hãm pháo đài Elector Trier Philippsburg vào ngày 27 tháng 9 năm 1688; sau khi một cuộc tấn công quyết liệt nó rơi vào tay quân Pháp ngày 30 tháng 10. Quân đội của Louis XIV tiến hành đánh chiếm Mannheim, ngày 11 tháng 11 thành phố đầu hàng, không lâu sau đó là Frankenthal. Các thị trấn khác rơi vào tay quân Pháp mà không gặp phải sự kháng cự, bao gồm cả Oppenheim, Worms, Bingen, Kaiserslautern, Heidelberg, Speyer, và tất cả các pháo đài quan trọng của Mainz. Sau khi Coblenz không đầu hàng, Boufflers đặt nó dưới sự bắn phá dữ dội, nhưng nó đã không rơi vào tay quân Pháp.
Louis XIV hiện đang làm chủ khu vực sông Rhine từ phía nam Mainz đến biên giới Thụy Sĩ, nhưng mặc dù các cuộc tấn công đã khiến người Thổ phát động chiến tranh ở phía đông, tác động lên Leopold I và các quốc gia Đức với tác dụng ngược lại với những gì đã dự định. Liên đoàn Augsburg không đủ mạnh để chống lại mối đe dọa, nhưng ngày 22 tháng 10 các vương công người Đức với quyền lực mạnh mẽ, bao gồm tuyển hầu tước Brandenburg, John George III, Tuyển hầu tước Saxony, Ernest Augustus của Hanover, và Charles I, Landgrave của Hesse-Kassel, đã đạt được một thỏa thuận tại Magdeburg nhằm huy động lực lượng ở miền Bắc nước Đức. Trong khi đó, Hoàng đế ra lệnh triệu tập quân Bavaria, Swabian và Franconia dưới quyền tuyển hầu Bavaria từ mặt trận Ottoman để bảo vệ miền nam nước Đức. Quân Pháp đã không chuẩn bị cho một tình huống như vậy. Nhận thấy rằng cuộc chiến ở Đức sẽ không kết thúc nhanh chóng và cuộc tấn công của Rhineland sẽ không phải là cuộc chiến nhanh chóng và quyết định về vinh quang của Pháp, Louis XIV và Louvois đã quyết định san bằng các vùng lãnh thổ ở Palatinate, Baden và Württemberg, nhằm phá hủy tài nguyên ỏ các vùng đất đó và ngăn chặn chúng xâm nhập trực tiếp vào lãnh thổ Pháp. Đến ngày 20 tháng 12 năm 1688, Louvois đã chọn tất cả các thành phố, thị trấn, làng mạc và lâu đài nhằm phá hủy. Vào ngày 2 tháng 3 năm 1689 Tessé đã thiêu rụi Heidelberg; vào ngày 8 tháng 3 Montclar san bằng Mannheim. Oppenheim và Worms cuối cùng đã bị phá hủy vào ngày 31 tháng 5, tiếp theo là Speyer vào ngày 1 tháng Sáu và Bingen vào ngày 4 tháng Sáu. Sau tất cả, quân đội Pháp đã đốt cháy hơn 20 thị trấn đáng kể cũng như nhiều ngôi làng.
Hoàng Đế của Đế chế La Mã Thần Thánh đã tuyên chiến với Pháp vào ngày 11 tháng 2 năm 1689, bắt đầu một cuộc chiến nhằm thống nhất lại đế quốc. Người Đức chuẩn bị lấy lại những gì họ đã mất, và năm 1689 thành lập ba đội quân dọc theo sông Rhine. Nhỏ nhất trong số này, ban đầu dưới quyền tuyển hầu Bavaria, bảo vệ khu vực sông Rhine từ phía bắc Strasbourg đến Black Forest. Ở giữa sông Rhine là đội quân lớn nhất dưới quyền tướng lĩnh Hoàng gia xuất sắc nhất, và là chỉ huy trưởng Charles V công tước vùng Lorraine. Charles V đã xóa sạch mối đe dọa của Pháp đối với Frankfurt và mở các chiến hào quanh Mainz vào ngày 22/23 tháng 7. Sau một vài tháng bao vây đãm máu Hầu tước Huxelles, cuối cùng đã mang lại thị trấn vào ngày 8 tháng 9. Trong khi đó, trên hạ lưu sông Rhine là hầu tước vùng Brandenburg, người được hỗ trợ bởi ký sư người Hà Lan nổi tiếng Menno van Coehoorn nhằm bao vây Kaiserswerth. Kaiserswerth thất thủ vào ngày 26 tháng 6 trước khi hầu tước dẫn đầu quân đội của ông về Bonn, nơi đã phải chịu đựng một cuộc bắn phá dữ dội, cuối cùng đã đàu hàng vào ngày 10 tháng Mười. Cuộc xâm lăng Rhineland đã thống nhất các vua chúa Đức trong sự đồng lòng chống lại vua Louis XIV của họ, người đã mất nhiều hơn những gì ông đã đạt được trong năm đó dọc theo sông Rhine. Chiến dịch cũng đã tạo ra sự chuyển hướng của các lực lượng Pháp và đủ thời gian để William của Orange xâm chiếm nước Anh. [48]

### Nước Anh
Những nỗ lực thiếu khôn ngoan của James II đối với Công giáo, quân đội, chính phủ và các tổ chức khác đã ngày càng chứng minh sự thiên vị với những sự kiện liên quan đến đạo Tin Lành của ông. Chính sách Công giáo cởi mở của ông và các quan hệ của ông với Công giáo Pháp cũng làm căng thẳng quan hệ giữa Anh và Cộng hòa Hà Lan, nhưng vì con gái ông Mary là người thừa kế theo đạo Tin lành lên ngai vàng nước Anh, chồng bà là William xứ Orange đã bắt buộc phải hành động chống lại James II vì sợ điều này sẽ hủy hoại triển vọng kế vị của mình. Tuy nhiên, nếu nước Anh bị loại bỏ, tình hình có thể trở nên tuyệt vọng đối với Cộng hòa Hà Lan: Louis XIV có thể can thiệp và khiến James II trở thành chư hầu của ông ta, sự cần thiết để đánh lạc hướng các kẻ thù của ông ta, thậm chí có thể tham gia với Louis trong một sự tái lập của cuộc tấn công vào Cộng hòa Hà Lan như năm 1672. Do đó đến cuối năm 1687, William đã dự tính can thiệp, và đầu năm 1688, ông đã bí mật bắt đầu chuẩn bị một cách tích cực. Sự ra đời một đứa con trai của người vợ thứ hai của James vào tháng 6 năm 1688 đã khiến vợ của William biến thành người thừa kế phụ của James. Với việc người Pháp bận rộn tạo ra tuyến phòng thủ của họ ở Palatinate (quá bận rộn để xem xét can thiệp nghiêm trọng thêm vào Hà Lan, Tây Ban Nha hoặc tiến tới đánh phá các tỉnh phía đông nam của Hà Lan dọc theo sông Rhine), quốc hội Anh nhất trí cho William sự hỗ trợ đầy đủ của họ trong cuộc lật đổ James II là vì sự an toàn của chính họ. Louis XIV đã coi cuộc đảo chính của William là một tuyên bố chiến tranh giữa Pháp và Cộng hòa Hà Lan (chính thức tuyên bố ngày 26 tháng 11); nhưng ông đã hành động rất ít để ngăn chặn cuộc xâm lược - mối quan tâm chính của ông là Rhineland. Hơn nữa, các nhà ngoại giao Pháp đã tính toán hành động của William sẽ đưa nước Anh vào trong một cuộc nội chiến kéo dài có thể bào mòn các nguồn tài nguyên của Hà Lan hoặc kéo Anh đến gần Pháp hơn. Tuy nhiên, sau khi đưa lực lượng của mình không bị cản trở tới Torbay vào ngày 5 tháng 11 năm 1688, nhiều người hoan nghênh William với sự thân thiện, và Cuộc cách mạng Vinh quang sau đó đã mang lại một kết thúc nhanh chóng cho triều đại của James II. Ngày 13 tháng 2 năm 1689 William xứ Orange trở thành Vua William III của nước Anh - trị vì cùng với vợ Mary - và gắn bó với nhau vận mệnh của cả nước Anh và Cộng hòa Hà Lan. Tuy nhiên, rất ít người Anh nghi ngờ rằng William đã âm mưu vương miện cho chính mình hoặc rằng mục tiêu của ông là đưa Anh vào một cuộc chiến chống Pháp ở phía Hà Lan. Nghị viện Quốc hội không thấy được đề nghị của chế độ quân chủ mang theo đó là những hệ quả của một lời tuyên bố chiến tranh, nhưng những hành động tiếp theo của vị vua bị lật đổ cuối cùng đã bỏ mặc Quốc hội đằng sau với chính sách chiến tranh của mình. Nhà sử học người Anh J.R. Jones nói rằng Vua William đã đưa ra sắc lệnh: 
Trở thành bộ chỉ huy tối cao của liên minh trong suốt cuộc chiến Chín năm. Kinh nghiệm và kiến thức của ông về các vấn đề châu Âu khiến ông trở thành chỉ huy không thể thiếu của chiến lược ngoại giao và quân sự của phe liên minh, và ông có thêm quyền lực từ vị thế chính trị mới của mình với tư cách là vua nước Anh - ngay cả Hoàng đế Leopold cũng đã nhận sự lãnh đạo của ông. Các hoạt động ở Anh của William đóng vai trò phụ hoặc thậm chí rất nhỏ trong các vấn đề ngoại giao và quân sự, có một phần lớn chỉ theo hướng chiến tranh trên biển. Quốc hội và quốc gia phải cung cấp tiền, trai tráng và tàu, William đã tìm ra cách giải thích ý định của mình nhưng điều này không có nghĩa là Quốc hội hoặc thậm chí các bộ trưởng đã ủng hộ trong việc xây dựng chính sách.

### Ireland
James II đã chạy sang Pháp với sự chào đón của Louis XIV. Vào tháng 3 năm 1689 (được hỗ trợ bởi ngân sách, quân đội và tướng lĩnh Pháp), ông đi thuyền từ nơi sống lưu vong tới St Germain để tập hợp sự hỗ trợ của những người thuộc Công giáo ở Ireland như là bước đầu tiên để lấy lại ngai vàng của mình. Vua Pháp đã ủng hộ James vì hai lý do: thứ nhất, Louis XIV luôn tin vào quyền được Chúa chỉ dẫn mình lên ngôi vị tối cao; và thứ hai, ông muốn chuyển hướng lực lượng của William III ra khỏi vùng đát thấp. Mục tiêu ban đầu của James II và Công tước Tyrconnell là kiểm soát các thành phố thuộc phe Tin lành ở phía Bắc. Tuy nhiên, quân đội được trang bị thiếu thốn của ông khoảng 40.000 người chỉ có thể bao vây Derry. Cuộc bao vây Derry kéo dài 105 ngày, và cuối cùng thành phố đã được giải vây bởi Hải quân Hoàng gia vào cuối tháng Bảy. Trong khi đó, cuộc đụng độ hải quân lớn đầu tiên của cuộc chiến đã diễn ra ngoài khơi vịnh Bantry vào ngày 11 tháng 5 trước khi nước Anh tuyên bố chiến tranh với kết quả là một thắng lợi nhỏ của Pháp dành cho Châteaurenault, người đã tạo tuyến tiếp viện cho chiến dịch của James II. Về phần mình, lực lượng của Williamite được tăng cường từ phía bắc, và vào tháng Tám thì Công tước Schomberg đã đến với 15.000 quân tiếp viện Đan Mạch, Hà Lan, Huguenot và Anh. Tuy nhiên, sau khi đưa quân đến Carrickfergus thì lại phải dừng tại Dundalk, đạo quân trải qua những tháng mùa đông khắc nhiệt vì bệnh tật và thiếu nguồn tiếp tế.
Vào ngày 30 tháng 6 năm 1690, hải quân Pháp giành được chiến thắng tại Beachy Head trong vùng biển Anh, nơi Đô đốc Tourville đánh bại hạm đội Anh-Hà Lan của Đô đốc Torrington. Tuy nhiên, quyết định của Louis XIV khi không sử dụng hạm đội chính của mình chiến dịch Irish đã cho phép William III tới được Ireland với hơn 15.000 người vào đầu tháng đó. Với đạo quân tiếp viện này, William III đã giành được chiến thắng quyết định trong trận đánh Boyne vào ngày 1 tháng Bảy, và một lần nữa buộc James II phải chạy trốn về Pháp. Theo sau sự chiếm đóng các cảng phía Nam của Cork và Kinsale vào tháng 10 năm 1690, do đó đã giữ quân quân Pháp và Jacobite ở phía tây đất nước - William III giờ đây cảm thấy đủ tự tin để trở về lục địa vào đầu năm 1691 để chỉ huy quân đội liên minh ở vùng đất thấp, để lại Baron van Ginkell lãnh đạo quân đội của mình ở Ireland. Sau chiến thắng của Ginkell đối với Hầu tước Saint-Ruth trong trận Aughrim ngày 12 tháng 7, các thành trì của Jacobite còn lại rơi vào tay quân Anh liên tiếp một cách nhanh chóng. Do không có triển vọng về sự hỗ trợ thêm của Pháp, thủ phủ Limerick cuối cùng đã đầu hàng đánh dấu chiến thắng cho William III và những người ủng hộ ông ở Ireland với việc ký Hiệp ước Limerick vào ngày 3 tháng 10. Quân đội Anh giờ đây có thể quay trở lại vùng đất thấp với đầy đủ sức mạnh.

### Mục đích chiến tranh và sự hình thành liên minh lớn
Sự thành công của cuộc xâm lược nước Anh mà William phát động nhanh chóng tạo nên một liên minh mà ông mong muốn từ lâu. Vào ngày 12 tháng 5 năm 1689, Hà Lan và Hoàng đế La Mã Thần Thánh đã ký kết một hiệp ước gắn hạn ở Vienna, mục đích của nó là buộc Pháp trở về biên giới của mình khi họ kết thúc Chiến tranh Pháp-Tây Ban Nha (1659), tước đoạt của Louis XIV tất cả các lợi ích kể từ khi ông ta đạt được quyền lực. Điều này có nghĩa cho Hoàng đế và các vua cháu Đức chiếm lại Lorraine, Strasbourg, một phần của Alsace, và một số pháo đài ở Rhineland. Hoàng Đế Leopold đã cố gắng giải thoát mình khỏi cuộc chiến tranh với Thổ Nhĩ Kỳ để tập trung vào cuộc chiến sắp tới, nhưng cuộc xâm lược của Pháp vào Rhineland đã khuyến khích người Thổ Nhĩ Kỳ củng cố các điều khoản của họ về một nền hòa bình và thêm những đòi hỏi khiến Hoàng đế không thể chấp nhận được. Quyết định của Leopold I đối với liên minh (chống lại sự phản đối mà nhiều cố vấn của ông đưa ra) là một quyết định can thiệp về phía tây trong khi tiếp tục chống lại người Ottoman ở Balkan. Mặc dù mối quan tâm trực tiếp của Hoàng đế là đối với Rhineland, những điều quan trọng nhất của hiệp ước là sự bí mật cam kết của Anh và tổng chỉ huy liên minh sẽ hỗ trợ ông trong việc bảo vệ quyền kế vị Tây Ban Nha, nếu Charles II chết mà không có người thừa kế, và sử dụng ảnh hưởng của họ bảo đảm cuộc bầu cử của con trai ông thành công trở thành một Hoàng đế tiếp theo.
William III coi chiến tranh là cơ hội để giảm sức mạnh của Pháp và bảo vệ Cộng hòa Hà Lan, đồng thời tạo các điều kiện khuyến khích thương mại. Mặc dù vẫn còn những tranh chấp về lãnh thổ, nhưng mục tiêu chiến tranh của Hà Lan không liên quan đến những thay đổi không đáng kể ở biên giới; William đã nhắm đến việc đảm bảo vị trí mới của mình ở Anh. Bằng cách tìm kiếm nơi trú ẩn ở Pháp và sau đó xâm lược Ireland, James II đã cho William III một cái cớ lý tưởng để thuyết phục quốc hội Anh tham gia vào một cuộc chiến tranh lớn ở châu Âu là điều không thể tránh khỏi. Với sự hỗ trợ của Quốc hội, William III và Mary II tuyên bố chiến tranh vào ngày 17 tháng 5 năm 1689; sau đó họ đã thông qua Đạo luật Thương mại với Pháp năm 1688, cấm tất cả hoạt động thương mại của Anh với Pháp, có hiệu lực ngày 24 tháng 8 năm 1689. Sự liên kết giữa Anh và Hà Lan này là cơ sở cho liên minh lớn, được William III phê chuẩn vào ngày 20 tháng 12 đã đại diện cho nước Anh. Anthonie Heinsius với Jacob Hop đại diện cho Cộng hòa Hà Lan, và Königsegg cùng Stratman đại diện cho Hoàng đế Leopold I. William III bận tâm với sự gia tăng lãnh thổ trên lục địa, nhưng cũng rất quan tâm đến việc hạn chế quyền lực của Pháp để bảo vệ việc chống lại sự phục hồi của Jacobite (Louis XIV đe dọa lật đổ Cách mạng Vinh quang và giải quyết nền chính trị bấp bênh bằng cách ủng hộ nhà vua cũ hơn người cai trị mới). William III đã bảo đảm mục tiêu huy động nguồn lực của Anh cho liên minh chống Pháp, nhưng với mối đe dọa của Jacobite ở Scotland và Ireland chỉ có nghĩa là một lực lượng viễn chinh nhỏ của Anh có thể cam kết hỗ trợ Quân đội Hà Lan trong liên minh ở ba năm đầu tiên của cuộc chiến trên đất Hà Lan.
Công tước Lorraine cũng gia nhập Liên minh cùng lúc với Anh, trong khi Vua Tây Ban Nha (người đã từng chiến tranh với Pháp kể từ tháng 4 năm 1689) và Công tước Savoy đã tham gia vào tháng 6 năm 1690. Liên minh đã đưa ra những điều khoản tốt đẹp nhằm lôi kéo Victor Amadeus tham gia liên minh lớn, bao gồm cả sự trở lại của Casale xứ Mantua và Pinerolo với liên minh. Sự tham gia của ông giúp liên minh sẽ thuận lợi xâm lược Pháp thông qua Dauphiné và Provence, nơi có căn cứ hải quân Toulon của Pháp. Ngược lại, Louis XIV đã bắt tay vào một chính sách quân sự nhằm đe dọa để giữ Savoy vào trong tầm kiểm soát của Pháp, và đã dự tính sẽ chiếm đóng của các khu vực của Piedmont (bao gồm cả thành Turin) để đảm bảo giữ vững thông tin liên lạc giữa Pinerolo và Casale.
Tuyển hầu Bavaria đã tham gia liên minh lớn vào ngày 4 tháng 5 năm 1690, trong khi công tước Brandenburg gia nhập liên minh chống Pháp vào ngày 6 tháng 9. Tuy nhiên, ít trong số các lãnh địa nhỏ đã tham gia vào liên minh vì đa phần tất cả ưu tiên việc bảo vệ lợi ích riêng của họ; một số lại không do dự chính tiếp tục hỗ trợ nhiều nhất cho liên minh. Charles XI của Thụy Điển đưa một đạo quân nhỏ tham chiến cùng với liên minh (6.000 người và 12 tàu chiến), trong khi vào tháng 8 năm 1689, Christian V của Đan Mạch đã đồng ý với một hiệp ước sẽ cung cấp cho William III 7.000 quân để đổi lấy viện trợ. Tuy nhiên, vào tháng 3 năm 1691, Thụy Điển và Đan Mạch đã bỏ qua sự nghi ngờ lẫn nhau của họ và đưa ra một hiệp ước trung lập quân sự để bảo vệ tuyến thương mại của họ và ngăn chặn cuộc chiến lan rộng về phía bắc. Thụy Điển đã quyết định đứng ngoài cuộc cuộc đấu tranh quyền lực vĩ đại Chiến tranh Chín năm nhằm khai thác các cơ hội để tăng cường phát triển thương mại hàng hải của chính họ. Tuy nhiên, Louis XIV cuối cùng vẫn phải đối mặt với một liên minh mạnh mẽ nhằm buộc Pháp phải thừa nhận quyền và lợi ích của cả Châu Âu.

### Chiến tranh lan rộng: 1690–91
Cuộc chiến chính của Chiến tranh Chín năm diễn ra quanh biên giới Pháp: ở Hà Lan Tây Ban Nha; Rhineland; Catalonia; và Piedmont-Savoy. Tầm quan trọng của Hà Lan Tây Ban Nha là kết quả của vị trí địa lý của nó, kẹp giữa Pháp và Cộng hòa Hà Lan. Ban đầu Marshal Humières chỉ huy lực lượng Pháp trong nhà hát này nhưng năm 1689, trong khi người Pháp tập trung vào sông Rhine, nó tạo ra ít hơn một cuộc nổi bật - sự tham gia quan trọng nhất xảy ra khi người đứng đầu thứ hai của William, Hoàng tử Waldeck, bị đánh bại Humières trong một cuộc giao tranh tại Trận Walcourt vào ngày 25 tháng 8. Tuy nhiên, vào năm 1690, Hà Lan Tây Ban Nha đã trở thành trụ cột chính của cuộc chiến, nơi Pháp thành lập hai đội quân: quân đội Boufflers trên sông Moselle, và một lực lượng lớn hơn ở phía tây dưới sự kế thừa của Humières - và vị tướng vĩ đại nhất của Louis XIV - Marshal Luxembourg. Vào ngày 1 tháng 7, Luxembourg đảm bảo chiến thắng rõ ràng cho Waldeck trong Trận Fleurus; nhưng thành công của ông đã tạo ra rất ít lợi ích - mối quan tâm của Louis XIV đối với dauphin trên sông Rhine (nơi Marshal de Lorge hiện đang nắm giữ thực tế) đã vượt qua sự cần thiết chiến lược trong các rạp khác và lâm vào kế hoạch bao vây Namur hoặc Charleroi. [72] Đối với Hoàng đế và các hoàng tử Đức, tuy nhiên, thực tế nghiêm trọng nhất năm 1690 là người Thổ Nhĩ Kỳ đã chiến thắng trên sông Danube, yêu cầu họ gửi quân tiếp viện về phía đông. Tuyển cử Bavaria - nay là tổng tư lệnh Imperial sau cái chết của Lorraine hồi tháng Tư - có thể không có gì ở hạ lưu sông Rhine hoặc trên, và chiến dịch thất bại trong việc tạo ra một trận chiến hay cuộc bao vây lớn. [78]
Mặt trận nhỏ nhất của cuộc chiến là ở Catalonia. Năm 1689 Công tước Noailles đã lãnh đạo lực lượng Pháp nhằm gây thêm áp lực phải gánh chịu bằng tiếng Tây Ban Nha bằng cách đốt cháy một nông dân chống lại Charles II, ban đầu nổ ra năm 1687. Khai thác tình hình, Noailles bắt Camprodon vào ngày 22 tháng Năm, nhưng một đội quân Tây Ban Nha lớn hơn dưới Công tước Villahermosa buộc ông phải rút lui về Roussillon vào tháng Tám. [79] Chiến dịch Catalan định cư vào năm 1690, nhưng một mặt trận mới ở Piedmont-Savoy tỏ ra sôi nổi hơn. Một sự lên men của các hoạt động tôn giáo và lòng căm thù của người Pháp đã tạo ra một nhà hát đặc trưng bởi các vụ thảm sát và tàn bạo: các cuộc tấn công du kích liên tục của dân quân vũ trang đã được đáp ứng bởi những kẻ phản bội draconian. [80] Năm 1690, Saint-Ruth chiếm hầu hết Duchy Savoy của Victor Amadeus II, định tuyến quân đội Savoyard trong quá trình cho đến khi chỉ có pháo đài vĩ đại của Montmélian vẫn ở trong tay ducal; trong khi ở phía nam ở Piedmont, Nicolas Catinat dẫn 12.000 người và đánh bại Victor Amadeus trong trận Staffarda vào ngày 18 tháng 8. Catinat lập tức chiếm Saluzzo, tiếp theo là Savigliano, Fossano và Susa, nhưng thiếu quân đội, và với bệnh tật trong quân đội, Catinat buộc phải rút lui qua dãy Alps vào mùa đông. [81]
Những thành công của Pháp vào năm 1690 đã kiểm tra Đồng minh trên hầu hết các mặt trận đại lục, nhưng chiến thắng của họ đã không phá vỡ Grand Alliance. Với hy vọng hủy bỏ liên minh chỉ huy Pháp năm 1691 chuẩn bị cho một cú đánh đầu đôi: nắm bắt Mons ở Hà Lan Tây Ban Nha, và Nice ở miền bắc Italy. Boufflers đã đầu tư Mons vào ngày 15 tháng 3 với khoảng 46.000 người, trong khi Luxembourg chỉ huy một lực lượng quan sát tương tự. Sau một số cuộc chiến dữ dội nhất trong tất cả các cuộc chiến tranh của Louis XIV, thị trấn không tránh khỏi bị bắt đầu vào ngày 8 tháng Tư. [82] Lúc đó, Luxembourg tiến hành chiếm Halle vào cuối tháng 5, trong khi Boufflers bắn phá Liège; nhưng những hành vi này đã chứng tỏ không có hậu quả chính trị hay chiến lược. [83] Hành động cuối cùng của lưu ý ở các nước thấp là vào ngày 19 tháng 9 khi kỵ binh của Luxembourg bất ngờ và đánh bại phía sau của lực lượng Đồng Minh trong một hành động nhỏ gần Leuze. Giờ đây, sự bảo vệ của Hà Lan Tây Ban Nha phụ thuộc hoàn toàn vào Đồng minh William III đã khăng khăng thay thế thống đốc Tây Ban Nha, Hầu tước Gastañaga, cùng với Bộ trưởng Bayern, do đó khắc phục sự chậm trễ trong việc đưa ra quyết định từ Madrid. [84]
Năm 1691 có ít chiến đấu đáng kể ở mặt trận Catalan và Rhineland. Ngược lại, nhà hát ở miền Bắc nước Ý rất tích cực. Villefranche rơi vào lực lượng Pháp vào ngày 20 tháng 3, tiếp theo là Nice vào ngày 1 tháng 4, làm cho bất kỳ cơ hội nào của một cuộc xâm lược Đồng minh của Pháp dọc bờ biển. Trong khi đó, về phía bắc, trong Công tước xứ Savoy, Hầu tước La Hoguette đã đưa Montmélian (thành trì còn lại cuối cùng của khu vực) vào ngày 22 tháng 12 - một sự mất mát lớn đối với Grand Alliance. Tuy nhiên, bằng cách so sánh chiến dịch của Pháp trên vùng đồng bằng Piedmont là xa thành công. Mặc dù Carmagnola rơi vào tháng Sáu, Hầu tước Feuquières, về việc học cách tiếp cận Hoàng tử Eugene của lực lượng cứu trợ của Savoy, đã từ bỏ hoàn toàn cuộc bao vây Cuneo với sự mất mát khoảng 800 người và tất cả những khẩu súng hạng nặng của ông. Với Louis XIV tập trung nguồn lực của mình ở Alsace và các nước thấp, Catinat bị buộc phải vào phòng thủ. Sáng kiến ở miền bắc Italy hiện đã được chuyển cho Đồng Minh, vào đầu tháng 8, có 45.000 người (trên giấy) trong khu vực, cho phép họ lấy lại Carmagnola vào tháng Mười. Louis XIV đưa ra các điều khoản hòa bình vào tháng 12, nhưng dự đoán ưu thế quân sự cho chiến dịch sau đây của Amadeus không được chuẩn bị để đàm phán nghiêm túc. [72]